# Хіона (донька Арктура)
Хіона або Хіоне (дав.-гр. Χιόνη, трансліт. Хіона, від χιών, khión, «сніг») — у грецькій міфології дружина Борея.

## Історія
За свідченням Псевдо-Плутарха, вона була дочкою Арктура. За переказами, Борей викрав її та приніс на гору Ніфант, де вона народила їхнього сина Гірпакса, який згодом успадкував трон царя Геніоха. Через це гора отримала назву «Ложе Борея». Ім'я Ім'я Гірпакса в інших джерелах не фігурує, але Еліан згадує Борея та Хіону як батьків трьох гіперборейських жерців Аполлона. За Діодором Сикулійським, ціла династія гіперборейських царів і жерців виводила своє походження від Борея.

## Символіка
Хіона традиційно асоціюється з холодом і снігом, що випливає з її імені (від грец. «χιών» — «сніг»). Один із переказів стверджує, що вона мала незвичайну красу, яка привернула увагу богів. Хіону можна вважати міфологічним образом, що уособлює зміну пір року, чистоту та холодну красу.